# Prostituzione minorile
Con il termine prostituzione minorile si indica normalmente la prostituzione esercitata da un minorenne per ottenere benefici finanziari; può a volte esser sinonimo di prostituzione infantile intendendo con ciò lo sfruttamento sessuale di bambini (al di sotto quindi dell'età del consenso se non persino prima della o a malapena nella pubertà e a scopo commerciale), ma questo caso rientra nel reato di abuso minorile a sfondo pedofilo: entrambe sono pratiche illegali nella maggioranza dei Paesi.

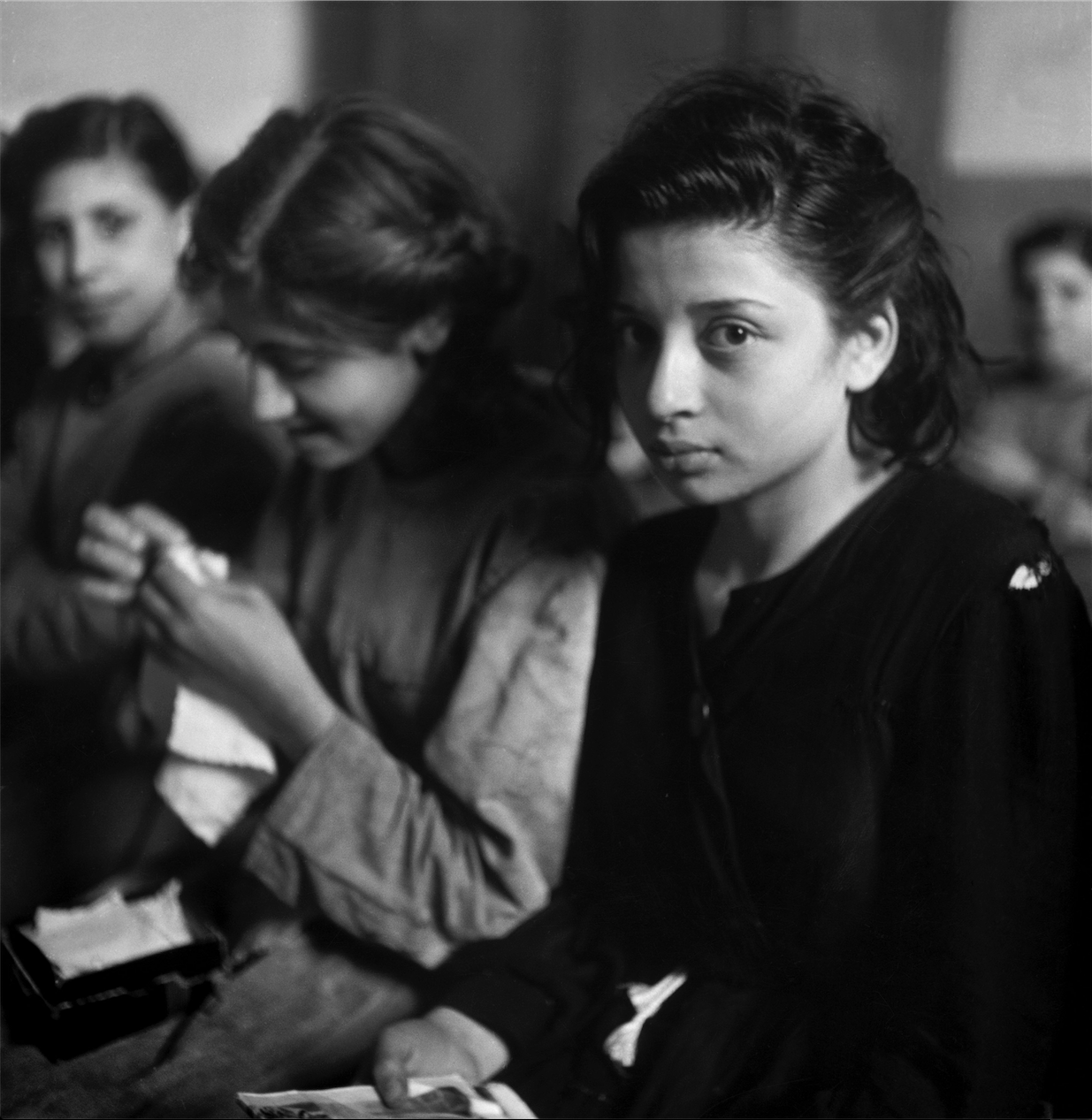
Giovani prostitute nel riformatorio dell'Albergo dei Poveri di Napoli, dove apprendevano l'arte del ricamo dalle suore cattoliche in vista di un reinserimento nella società (foto del 1948).

In molti Paesi vi sono leggi specifiche contro la prostituzione minorile, che possono includere le persone più vecchie dell'età del consenso ma non ancora maggiorenni: in Italia qualsiasi rapporto sessuale tra un adulto e un minore - tra i 14 e i 17 anni - in cambio di denaro o altri guadagni materiali è illegale e pertanto perseguito a norma di legge. Qualsiasi rapporto sessuale tra adulti e minori di 14 anni in qualsiasi contesto rientra invece nel reato di abuso sessuale su minore, mentre sotto i 13 anni diventa abuso su minore a sfondo pedofilo, anche a livello internazionale.
Quella forma specifica di prostituzione minorile cercata da turisti stranieri occidentali in Paesi solitamente meno sviluppati, asiatici, africani o sudamericani (questo al fine di evitare le leggi e le pene del paese di residenza) è conosciuta come turismo sessuale minorile; può essere o meno coinvolto un intermediario o protettore, che controlla e supervisiona il minore a scopo di lucro. Una buona fetta di clienti è in ogni caso di origine locale: mentre i turisti sessuali occidentali hanno giocato un ruolo fondamentale nella crescita del settore, i principali clienti delle prostitute a contratto in Asia e di prostitute bambine sono prevalentemente asiatici.

## Definizione
Il protocollo sulla vendita, la prostituzione e la pornografia raffigurante bambini adottato nel 2000 dalla Convenzione internazionale sui diritti dell'infanzia afferma che la prostituzione minorile è la pratica attraverso cui un minorenne noleggia il proprio corpo per attività sessuali in cambio di un compenso, o di qualsiasi altra forma di beneficio materiale: ad agosto 2012 sono 158 i paesi del mondo che son entrati a far parte di tal protocollo, impegnandosi così a vietare la prostituzione minorile.
La convenzione num. 182 dell'Organizzazione internazionale del lavoro identifica nell'uso, nell'ingaggio o nell'offerta di minorenni a fini di prostituzione una delle peggiori forme di lavoro minorile: questa convenzione, adottata nel 1999, prevede che i paesi che l'hanno ratificata debbano urgentemente muoversi in direzione dell'eliminazione totale di tal pratica.

## Terminologia
Il termine prostituzione minorile viene a volte utilizzato, come detto, anche per descrivere il più ampio concetto di sfruttamento sessuale a fini commerciali di bambini (CSEC); tuttavia la prostituzione minorile esclude le altre manifestazioni identificate come traffico sessuale di bambini, per esempio attraverso il matrimonio tra bambini ancor oggi esistente in certe culture, lo sfruttamento del lavoro minorile e il vero e proprio traffico di bambini a scopi sessuali.

## Cause e contesto
Bambini e minorenni in generale sono spesso costretti, dalla situazione in cui si trovano e dalle persone che hanno vicino, in situazioni in cui gli adulti possono facilmente approfittare della loro vulnerabilità e abusare di loro sfruttandoli sessualmente. Comunemente le strutture sociali e gli agenti individuali si combinano per costringere il minorenne alla sua commercializzazione sessuale: la prostituzione di un minore segue frequentemente un abuso da questi subito durante l'infanzia, spesso all'interno della sua stessa famiglia.
La prostituzione minorile avviene solitamente in ambienti particolari, quali bordelli, bar, club e case private, o in particolari strade o aree (di solito le più socialmente arretrate). Secondo uno studio solo il 10% dei minorenni che si prostituiscono hanno un protettore adulto che li sfrutta, mentre oltre il 45% di loro è entrato nel giro tramite amici più o meno coetanei. A volte non è organizzata professionalmente, ma spesso lo è, sia su piccola scala attraverso singoli sfruttatori sia su una scala più ampia attraverso ampie e consolidate reti di criminalità organizzata.
Ma i minorenni che s'impegnano nella prostituzione possono farlo non solo per necessità basilari (un luogo in cui vivere, cibo, vestiti, sicurezza), ma anche per aver soldi extra in tasca e poter così acquistare beni di consumo desiderati, altrimenti fuori dalla loro portata: questi ultimi si prostituiscono in condizioni che appaiono altrimenti perfettamente normali. L'Enjo kōsai, il pay-dating o sponsored-dating, pratiche ampiamente riportate in Giappone sono un esempio di ciò; qui però la pratica è per definizione volontaria e non estorta tramite manipolazione o ricatto.

## Divieto
Mentre la legalità della prostituzione adulta varia tra le diverse parti del mondo, la prostituzione minorile è illegale nella stragrande maggioranza dei paesi del mondo: a questo proposito Stati Uniti, Australia e paesi europei sono formalmente impegnati a farne rispettar la giurisdizione sui propri cittadini che viaggiano all'estero.
Le leggi di alcuni paesi distinguono, come specificato in precedenza, tra adolescenti e bambini che si prostituiscono: il governo thailandese fa rientrare nella prostituzione adolescenziale quella che coinvolge minori tra i 15 e i 18 anni, mentre il governo giapponese definisce la categoria come riferita ai minori tra i 13 e i 18 anni.

### In Asia
In Cambogia è stato stimato che circa un terzo di tutte le persone che si prostituiscono siano sotto la soglia d'età dei 18 anni.
In India la polizia federale ritiene che siano circa un milione e 200.000 i minorenni coinvolti nel giro della prostituzione; studi e indagini svolti sotto il patrocinio del ministero delle donne e dello sviluppo del bambino hanno stimato che circa il 40% di tutte le persone che si prostituiscono nel subcontinente sono minorenni.
Inchieste giornalistiche hanno poi rivelato che un importante mercato del sesso coinvolge soprattutto minorenni nepalesi, che vengono attirati in India per poi essere venduti ai bordelli di Mumbai, Hyderabad, Nuova Delhi, Lucknow e Gorakhpur: una delle vittime, un maschio quattordicenne, è stato venduto come schiavo, picchiato e minacciato fino a subire una forzata circoncisione. Secondo la testimonianza data dopo la sua fuga era detenuto assieme ad altri 40 o 50 ragazzi, molti dei quali avrebbero subito castrazione; due organizzazioni non governative, una che opera con gli omosessuali in Nepal e un'altra che lavora per salvare e riabilitare le donne vittime di tratta e i bambini, si sono attivate per aiutare questi ragazzi.
In Indonesia l'Unicef stima che il 30% delle donne che si prostituiscano abbiano meno di 18 anni.
In Sri Lanka ci sarebbero quasi 40.000 minorenni che si prostituiscono.
Nelle Filippine vi sarebbero invece da 60.000 a 100.000 minorenni che si prostituiscono, sempre secondo l'UNICEF e altre organizzazioni non governative.
In Nepal, secondo una ricerca condotta dall'Organizzazione internazionale del lavoro (OIL) su 440 persone che svolgevano la prostituzione a Katmandu, circa il 30% di loro sono risultati essere minorenni.
In Bangladesh sempre l'UNICEF ha stimato che nel 2004 vi sono stati 10.000 minorenni impiegati in sfruttamento sessuale commerciale, mentre altre stime fermano la stima alla soglia di 29.000.
In Vietnam si stima che almeno 70.000 persone si prostituiscano, tra cui 20.000 minorenni.
In Afghanistan il Bacha Bazi è una forma di prostituzione minorile impiegata dai cosiddetti signori della guerra, in cui bambini o ragazzini appena adolescenti sono regolarmente acquistati e venduti come schiavi sessuali.

### In America meridionale
Nel 1999 è stato riferito che la prostituzione minorile fosse in Argentina in aumento a un ritmo allarmante e che la stessa età media fosse in calo; il paese sembra essere una delle mete favorite dei turisti pedofili provenienti dall'Europa e dagli Stati Uniti. Il codice penale criminalizza la prostituzione dei minori di 18 anni, ma persegue solo quelli che la agevolano o favoriscono, non il cliente che sfrutta il minore.
In Perù si stima che siano almeno mezzo milione i minorenni finiti dentro il giro della prostituzione.
In Colombia si stima che ci siano 35.000 minorenni prostituti, di cui tra 5.000 e 10.000 abbandonati nelle strade di Bogotà.

In Cile il numero stimato di minorenni coinvolti in qualche forma di prostituzione sia diminuito nel tempo: nel 1999 secondo l'UNICEF c'erano 10.000 bambini di età compresa tra i 6 e i 18 anni coinvolti nella prostituzione, mentre nel 2003 un'agenzia governativa li ha stimati in meno di 4.000.
In Ecuador un rapporto dell'organizzazione internazionale del lavoro stimava nel 2002 esservi più di 5.000 minori che si dedicavano alla prostituzione.
In Bolivia l'età media in cui si comincia a prostituirsi è 16 anni.

Il Brasile infine è considerato avere il peggior record di traffico sessuale minorile di tutti i paesi del mondo, eccettuata la Thailandia; varie fonti ufficiali concordano sul fatto che da 250.000 a mezzo milione di minorenni vivano esclusivamente attraverso la prostituzione, mentre altre fonti raddoppiano il numero portandolo a quasi 2 milioni.

### In America settentrionale e centrale
Uno studio condotto dall'UNICEF in Messico stima che più di 16.000 minorenni siano coinvolti della prostituzione (questo a giugno 2000 e poi confermato nel 2004), ma in seguito il numero sarebbe incrementato a più di 20.000. A Città del Messico vi sono almeno 13.000 bambini di strada completamente abbandonati a loro stessi, e la quasi totalità di loro aveva avuto almeno un incontro sessuale con un adulto.
A El Salvador uno studio fatto da ONG nel 1998 ha indicato che almeno il 44% delle circa 1300 persone che si prostituiscono nei tre principali quartieri a luci rosse di San Salvador erano di età compresa tra i 13 e i 18 anni. Tra tutte le persone che si prostituiscono nel paese (e che sono visibili), tra il 10 e il 25% almeno sono minorenni; ma si ritiene che il 40% di coloro che si prostituiscono di nascosto per clienti dell'alta società siano minori.
In Nicaragua nei bordelli di Managua ci sono 1500 giovani che si prostituiscono e quasi la metà di loro sono minorenni. Ogni notte centinaia di adolescenti si trovano ai bordi delle grandi strade di scorrimento a sud della capitale; i bambini di strada s'impegnano nella prostituzione spesso per pagarsi l'acquisto di sostanze stupefacenti.
Negli Stati Uniti le organizzazioni criminali, soprattutto bande di strada come i Bloods, i Crips e i Mara Salvatrucha si trovano impegnate, attraverso personale asiatico, in affari lucrosi che comprendono anche la prostituzione minorile: l'FBI ha istituito un nuovo reparto di lavoro (chiamato "Innocent Lost") che si occupa della liberazione di minorenni dal giro della prostituzione forzata.

### In Europa
In Ucraina una ricerca ha dimostrato che dal 30 al 40% di tutte le persone dedite alla prostituzione avevano tra gli 11 e i 18 anni.
Un rapporto del 2006 ha riferito che lo sfruttamento sessuale, il traffico e la violenza sessuale nei confronti di minorenni è in aumento e che la Russia è diventata una delle nuove mete per il turismo sessuale; il rapporto aggiunge che dal 20 al 25% delle persone coinvolte nella prostituzione a Mosca sono minori.

### In Italia
Secondo dati del Ministero dell'Interno italiano, nel 2007 circa 100,000 minorenni sono stati costretti a prostituirsi ad adulti e soprattutto a coetanei, sia uomini che donne, per pagare il pizzo, i debiti di gioco, "consumare droga o alcol", e per una ricarica del cellulare. 

In tutte queste tipologie di casi isolati, sono risultati coinvolti: 
- minori stranieri arruolati dalle mafie nei Paesi di origine e trasferiti in Italia,
- le baby gang.

Entrambi sono stati protagonisti di rapine nei negozi, banche, uffici postali e spaccio di stupefacenti, e di un bottino di basso valore: denaro sottratto ad adolescenti, telefonini, strumenti elettronici, capi di abbigliamento, e così via".
In risposta a questo annuncio, l' "Associazione Papa Giovanni XXIII" fondata da don Oreste Benzi ha confermato questi numeri, e aggiunto la cifra stimata di 10,000.000 di clienti italiani a fronte di 100.000 donne ferite nella loro più intima profonda dignità, e la richiesta di un contributo solidale per la loro liberazione interiore. Le informazioni qualitative dello studio sono state ritenute quelle più meritevoli di nota.

### In Oceania
In Australia ci sarebbero almeno 4.000 minorenni coinvolti nella prostituzione.
In Nuova Zelanda un'indagine condotta dalle forze dell'ordine sulla natura e portata dell'industria del sesso nel paese, ha portato alla luce 210 minori identificati come prostituti.

## Prevalenza
| Nazione               | Numero di minori coinvolti | Note | Fonte         |
| --------------------- | -------------------------- | --- | ------------- |
| In tutto il mondo     | Fino a 10 milioni          | |               |
| Australia             | 4.000                      | | [ 38 ]        |
| Bangladesh            | 10-29.000                  | | [ 41 ]        |
| Brasile               | 250-500.000                | Il paese è considerato aver uno dei più alti livelli di traffico di esseri umani a scopo sessuale, in special modo minorenni, dopo la Thailandia.                 | [ 42 ]        |
| Cambogia              | 30.000                     | | [ 43 ] [ 44 ] |
| Canada                | 200.000                    | | [ 45 ]        |
| Cile                  | 3.700                      | Il numero complessivo di minori coinvolti nella prostituzione sembra essere in netta diminuzione.                                                                 | [ 46 ]        |
| Colombia              | 35.000                     | Tra i 5 e i 10.000 minorenni solo per le strade di Bogotà. | [ 47 ]        |
| Repubblica Dominicana | 30.000                     | | [ 48 ]        |
| Ecuador               | 5.200                      | | [ 49 ]        |
| Estonia               | 1.200                      | | [ 50 ]        |
| Grecia                | 2.900                      | Oltre 200 dei quali sono da ritenersi al di sotto dei 12 anni. | [ 51 ]        |
| Ungheria              | 500                        | | [ 52 ]        |
| India                 | 1.200.000                  | In India, i minori maschi e femmine, che si prostituiscono rappresentano quasi il 40% delle persone dedite alla prostituzione.                                    | [ 9 ]         |
| Indonesia             | 40-70.000                  | L'UNICEF afferma che il 30% delle ragazze inserite nel mondo della prostituzione sono minori di 18 anni.                                                          | [ 53 ] [ 54 ] |
| Malaysia              | 43-142.000                 | | [ 55 ]        |
| Messico               | 16-20.000                  | Sui 13.000 bambini di strada presenti a Città del Messico, il 95% ha avuto almeno un incontro sessuale con un adulto (molti di loro attraverso la prostituzione). | [ 30 ]        |
| Nepal                 | 200.000                    | | [ 56 ]        |
| Nuova Zelanda         | 210                        | | [ 40 ]        |
| Perù                  | 500.000                    | | [ 57 ]        |
| Filippine             | 60-100.000                 | | [ 58 ]        |
| Sri Lanka             | 40.000                     | L'UNICEF afferma che il 30% delle ragazze inserite nel mondo della prostituzione sono al di sotto dei 18 anni.                                                    | [ 59 ]        |
| Taiwan                | 100.000                    | | [ 57 ]        |
| Thailandia            | 200-800.000                | | [ 55 ]        |
| Stati Uniti d'America | 100-300.000                | | [ 60 ] [ 61 ] |
| Zambia                | 70.000                     | | [ 62 ]        |